# Söderhamn
Söderhamn è una città della Svezia, capoluogo del comune omonimo, nella contea di Gävleborg. Ha una popolazione di 12 056 abitanti.